# دیپاک ری
دیپاک کومار رِی (زادهٔ ۱۹۳۰–۱۱ فوریه ۲۰۱۲) پزشک عمومی هندی الاصل بود که در ولز کار می‌کرد. وی بیشتر به خاطر ترویج فرصتهای برابر و مبارزه علیه نژادپرستی در حرفهٔ پزشکی در دههٔ ۱۹۷۰، مشهور است.

## آغاز زندگی و خانواده
دیپاک ری حدود سال ۱۹۳۰ در کات تاک، اوریسای هند زاده شد. خانوادهٔ وی در نهضت استقلال هند مشارکت داشتند و در نتیجه وی در سن ۱۱ سالگی دستگیر شد. وی تحصیلات پزشکی خود را در کلکته به پایان رساند و قبل از ورود به انگلستان، در دههٔ ۱۹۵۰ کارهایی را در ایالات متحده انجام داد.
وی در بلک‌وود، سرفیلی، جنوب ولز ساکن شد، جایی که در آن به پزشکی عمومی مشغول بود.
وی دارای یک پسر به نام ایندرانیل و دو نوه به نامهای شُنالی و میتالی بود. همسر او رِخا، آموزگار و سوسیالیست بود.

## پیشه
در آغاز دههٔ ۱۹۶۰، ری یک پزشک عمومی (GP) در جنوب ولز بود. وی بیشتر به خاطر ترویج فرصتهای برابر و مبارزه علیه نژادپرستی در حرفهٔ پزشکی در دههٔ ۱۹۷۰ مشهور است. او همچنین ستون نویس مجلهٔ Doctor بود و برای Tribune نیز می‌نوشت.
طی دهه‌های ۱۹۷۰ و ۱۹۸۰، ری حامی اتحادیهٔ پزشکان در کمیتهٔ خدمات پزشکی عمومی انجمن پزشکی انگلیس بود. او در بحثهای عمومی فعال بود، نژادپرستی را در حرفهٔ پزشکی افشا می‌کرد و از جنبشهای مراقبتهای بهداشتی حمایت می‌کرد. او برای پایان دادن به درمان خصوصی در بیمارستانهای NHS و ادغام شدن درمان خصوصی با TUC و انجمن کارمندان علمی، فنی و مدیریتی بسیار تلاش کرد.
وی نمایندهٔ کمیسیون برابری نژادی بود.
ری از پیشگامان مشارکت بیمار در سازمان جراحی‌های عمومی بود.
ِدر سال ۲۰۰۹ به ری به دلیل مشارکت در حزب کارگر جایزهٔ شایستگیِ حزب کارگر اهدا شد.

## مرگ
ری در ۱۱ فوریهٔ ۲۰۱۲ در سن ۸۲ سالگی درگذشت.